# Neodymium-149
Neodymium-149 of 149Nd is een onstabiele radioactieve isotoop van neodymium, een lanthanide. De isotoop komt van nature niet op Aarde voor.
Neodymium-149 ontstaat onder meer bij het radioactief verval van praseodymium-149.
{\displaystyle {\ce {{^{149}_{59}Pr}->{^{149}_{60}Nd}+{e^{-}}+{\bar {\nu }}_{e}}}}

## Radioactief verval
Neodymium-149 vervalt door β−-verval naar de radio-isotoop promethium-149:
{\displaystyle {\ce {{^{149}_{60}Nd}->{^{149}_{61}Pm}+{e^{-}}+{\bar {\nu }}_{e}}}}
De halveringstijd bedraagt 1,7 uur.
124Nd · 125Nd · 126Nd · 127Nd · 128Nd · 129Nd · 130Nd · 131Nd · 132Nd · 133Nd · 133m1Nd · 133m2Nd · 134Nd · 134mNd · 135Nd · 135mNd · 136Nd · 137Nd · 137mNd · 138Nd · 138mNd · 139Nd · 139m1Nd · 139m2Nd · 140Nd · 140mNd · 141Nd · 141mNd · 142Nd · 143Nd · 144Nd · 145Nd · 146Nd · 147Nd · 148Nd · 149Nd · 150Nd · 151Nd · 152Nd · 153Nd · 154Nd · 154m1Nd · 154m2Nd · 155Nd · 156Nd · 156mNd · 157Nd · 158Nd · 159Nd · 160Nd · 161Nd · 162Nd